# Le XIXe siècle à travers les âges
Le XIXe siècle à travers les âges (premières parutions en chiffres arabes : 19e siècle) est un essai publié en avril 1984 par Philippe Muray. À travers une étude appuyée par de nombreuses références, Philippe Muray développe la thèse que les divers mouvements pouvant être rattachés sous le nom d’occultisme, et le socialisme (dans un sens très général incluant les nombreuses « doctrines du progrès » qui en découlent) sont les deux faces d’une même pièce et projettent des fins similaires (une obsession de l’harmonie amenant nécessairement à la mise en place d’un programme de thérapie intégrale ou, pour employer un vocable plus moderne, totalitaire).

## Éditions
: document utilisé comme source pour la rédaction de cet article.
- Le 19e siècle à travers les âges, éditions Denoël, avril 1984,
- Le 19e siècle à travers les âges, Éditions Denoël, février 1985,
- Le XIXe siècle à travers les âges, Éditions Gallimard, octobre 1999,
- Le XIXe siècle à travers les âges, Éditions Gallimard, 2019.